# Альмирон, Родольфо Эдуардо
Родо́льфо Эдуа́рдо Альмиро́н Се́на (исп. Rodolfo Eduardo Almiron Sena; 17 февраля 1936, Пуэрто-Бермехо, Аргентина — 5 июня 2009, Эсейса, Аргентина) — аргентинский ультраправый террорист, оперативный руководитель Антикоммунистического альянса Аргентины.

## Криминал и терроризм
В 1960-х годах Родольфо Альмирон служил в полиции Буэнос-Айреса под руководством Хуана Рамона Моралеса, в прошлом начальника охраны президента Хуана Доминго Перона. Моралес и Альмирон создали полицейскую ОПГ, которая занималось разбоем, похищениями с целью выкупа, наркоторговлей и контрабандой. 9 июня 1964 года Альмирон был привлечён к уголовной ответственности за убийство американского офицера. В следующие два месяца при неясных обстоятельствах погибли несколько человек, располагавших компрометирующей Альмирона информацией. В январе 1965 года Альмирон оправдан по суду, однако уволен из полиции.
После избрания генерала Перона президентом Аргентины, министр социального обеспечения Хосе Лопес Рега принял Альмирона на интендантскую должность в своём министерстве. Осенью 1973 года по инициативе и под руководством Лопеса Реги создаётся «Антикоммунистический альянс Аргентины». Альмирон как специалист по силовым акциям становится руководителем оперативной части ААА.
Предполагается, что Альмирон осуществил вооружённое нападение на либерального сенатора Иполито Солари Иригойена 21 ноября 1973 года. Под его оперативным командованием боевики ААА совершили серию убийств в 1974—1975 годах. Погибли священник Карлос Мухика, адвокат Альфредо Куручет, начальник полиции Хулио Трокслер, левоперонистский лидер Сильвио Фрондиси (брат бывшего президента Артуро Фрондиси). Был организован взрыв в доме ректора Буэнос-Айресского университета Рауля Лагуцци, в результате которого погиб его сын Пабло и получил ранение сам ректор. Ни один из этих деятелей не принадлежал к коммунистической партии, но все они придерживались левых взглядов. По критериям ААА этого было достаточно для физической ликвидации.
С конца 1973 по конец 1975 боевики ААА убили, по разным оценкам, от 1,5 до 2 тысяч человек. В ряде случаев обстоятельства убийств напоминали устранение нежелательных свидетелей по «делу Моралеса-Альмирона» в 1964 году.

## Конфликт с военными
8 августа 1974 года Родольфо Альмирон участвовал в расширенном заседании правительства и подтвердил готовность ААА физически уничтожить активистов левой оппозиции (соответствующее предложение внёс Лопес Рега с согласия президента Исабель Перон). Проект был заблокирован командованием аргентинской армии.
ААА активно сотрудничал с полицией. Многие его руководители и активисты, подобно Альмирону, Моралесу, Лопесу Реге, в своё время были полицейскими и сохранили тесные связи. Однако у ААА не ладились отношения с армией, несмотря на правые антикоммунистические взгляды аргентинского генералитета. В апреле 1975 года подполковник Фелипе Хорхе Соса Молина заявил служебный протест против действий ААА и персонально Хосе Лопеса Реги. Командующий аргентинским флотом адмирал Эмилио Массера способствовал огласке заявления. 6 июля текст появился в печати. 11 июля президент Перон отстранила от должности министра социального обеспечения.
Лопес Рега отказывался покинуть офис. Вооружённую охрану из боевиков ААА предоставил ему Альмирон. Однако армейская часть под командованием подполковника Соса Молина заняла помещения и разоружила охрану. Вместе с Лопесом Регой Альмирон покинул Аргентину. 22 июля 1975 года они прибыли в столицу Испании.

## Активность в эмиграции
Хосе Лопес Рега формально исполнял в Испании обязанности аргентинского посла по особым поручениям. Родольфо Альмирон работал в охранном предприятии. Высокая полицейская квалификация, многолетний деловой опыт и разветвлённые связи среди испанских правых политиков обеспечивали ему выгодную клиентуру. Альмирон возглавил личную охрану лидера консервативных сил Испании 1970-х Мануэля Фраги Ирибарне. В то же время Альмирон руководил подготовкой телохранителей лидера Испанской социалистической рабочей партии Фелипе Гонсалеса (в данном случае коммерческий интерес был поставлен выше политической ориентации).
Аргентинские антикоммунисты приняли участие в испанской политике. С ними установил связь итальянский неофашистский активист Стефано Делле Кьяйе, эмигрировавший в Испанию вместе с Валерио Боргезе после провала ультраправого путча в Италии. Делле Кьяйе был одним из ведущих оперативников антикоммунистической системы «Гладио», охватывавшей ряд западноевропейских стран.
Вместе с испанскими праворадикальными боевиками Альмирон и Делле Кьяйе активно участвовали в «резне Монтехурра» 9 мая 1976 года. В результате нападения на митинг левого крыла испанских монархистов-карлистов погибли два человека. В испанской прессе была поднята обличительная кампания: «Фрагу охраняет убийца!» Огласка инцидента вынудила Альмирона отойти в тень. Однако он, по данным испанских СМИ, продолжал участвовать в планировании убийств и похищений испанских левых активистов и аргентинских политэмигрантов.

## Экстрадиция
С 1983 года, после возвращения Аргентины к конституционному порядку и прихода к власти либерального правительства, Родольфо Альмирон отошёл от активной политики. Некоторое время работал адвокатом, затем сотрудником мадридского кафе, после чего зарегистрировался как пенсионер в Валенсии. Новые власти Аргентины привлекли его к ответственности за терроризм и потребовали экстрадиции. Однако испанские власти, формально не отказывая в этом требовании, максимально формализовали и затянули процедуру розыска. Это во многом объяснялось деловыми контактами Альмирона на правом и левом флангах испанской политики — от консерватора Фраги Ирибарне до социалиста Гонсалеса.
Только 23 декабря 2006 года Родольфо Альмирон был арестован в Валенсии и затем экстрадирован в Аргентину. Длительное время заняли медицинские освидетельствования, призванные установить способность перенёсшего инсульт Альмирона предстать перед судом. 5 июня 2009 года Родольфо Альмирон скончался в тюремной больнице Эсейсы под Буэнос-Айресом, в ожидании суда.

## Оценки
Родольфо Эдуардо Альмирон вошёл в историю Аргентины как крайне правый деятель. Его взгляды, несомненно, носили стихийно неофашистский характер. Однако (в отличие от того же Хосе Лопеса Реги) он практически не проявлялся ни как идеолог, ни как публичный политик. Его деятельность протекала в «теневом формате», она сводилась к организации силовых мероприятий и террористических актов (с профессиональной точки зрения операции ААА высоко оценивались специалистами). Криминальный уклон, характеризовавший Альмирона, позволяет предположить, что приход ААА к власти означал бы установление в Аргентине режима гарсиамесистского типа.
При оценке фигуры Родольфо Альмирона необходимо учитывать объективное положение в Аргентине 1960—1970-х годов. Политический процесс характеризовался экстремизмом и насилием. Основное противоборство шло между ультраправыми и ультралевыми силами, причём с обеих сторон применялись криминальные методы борьбы. В этом контексте действия Альмирона, по мнению современных неофашистов, выглядят соответствующими конкретно-исторической среде.